# Bath Iron Works
General Dynamics Bath Iron Works (förkortning: BIW) är ett amerikanskt skeppsvarv beläget vid Kennebecfloden i småstaden Bath i Sagadahoc County, Maine.
Det är ett av få kvarstående skeppsvarv i USA som bygger örlogsfartyg till USA:s flotta.

## Bakgrund
Företaget grundades 1884 av Thomas W. Hyde (1841-1899) som hade tjänstgjort i armén under amerikanska inbördeskriget. Hyde förvärvade 1888 Goss Marine Iron Works och kom på så sätt in varvsindustrin. I februari 1890 vanns det första kontraktet för två kanonbåtar åt flottan. Även om BIW kom att bygga fiskefartyg, handelsfartyg och motoryachter så var flottan den största enskilda kunden och stod redan mellan 1905 and 1917 för 86 procent av intäkterna.
1995 blev BIW uppköpt av General Dynamics. På senare år har BIW byggt jagare i Arleigh Burke-klass och samtliga jagare i Zumwalt-klassen.

### Fartygsklasser byggda vid Bath Iron Works (urval)
Bland fartygsklasser byggda vid BIW återfinns:
- Jagare av Forrest Sherman-klass (1950-tal: 9 av 18)
- Kryssare av Leahy-klass (1959-1961: 3 av 9)
- Jagare av Charles F. Adams-klass (1960-tal: 7 av 23)[5]
- Kryssare av Belknap-klass (1960-tal: 5 av 9)
- Fregatter av Oliver Hazard Perry-klass (1977-1987: 24 av 71)
- Kryssare av Ticonderoga-klass (1984-1993: 8 av 27)